# Pierrerue (Hérault)
Pierrerue település Franciaországban, Hérault megyében. Lakosainak száma 293 fő (2022. január 1.). Pierrerue Cazedarnes, Cébazan, Ferrières-Poussarou, Prades-sur-Vernazobre és Saint-Chinian községekkel határos.

## Népesség
A település népességének változása:
| Lakosok száma | 257  | 280  | 259  | 281  | 293  | 292  | 292  | 293  | 292  | 293  |
|               | 1968 | 1982 | 1990 | 2006 | 2013 | 2015 | 2017 | 2019 | 2020 | 2022 |